# Тихое (Покровский район)
Тихое (укр. Тихе) — село,
Александровский сельский совет,
Покровский район,
Днепропетровская область,
Украина.
Код КОАТУУ — 1224280502. Население по переписи 2001 года составляло 125 человек .

## Географическое положение
Село Тихое находится на левом берегу реки Волчья,
выше по течению на расстоянии в 2,5 км расположено село Волчье,
на противоположном берегу — село Коломийцы.

## Экономика
- Молочно-товарная ферма.